# Contaminatio
La contaminatio és una tècnica literària consistent en la fabula palliata (és a dir, la comèdia en què els personatges tenen noms grecs) a realitzar una espècie de collage de fragments o escenes procedents de dues o més comèdies originals gregues.
No es tracta d'una vulgar còpia, sinó d'una reinterpretació lliure i constitueix una tècnica eficaç si es fa amb habilitat, com Plaute, que fou capaç d'escriure més de cent obres originals a base del repertori de la comèdia nova grega.